# Justizkanzlei Rostock
Die Justizkanzlei Rostock war von 1702 bis 1879 ein Gericht zweiter Instanz in Mecklenburg-Schwerin mit Sitz in Rostock.

## Geschichte
Im Jahre 1573 entstand die Hofkanzlei in Güstrow. Im Jahre 1598 wurde die Organisation der Verwaltung und Rechtsprechung neu geordnet, und die Justizkanzlei Güstrow entstand als Teil der Güstrower Kanzlei. Sie entwickelte sich zu einem Gericht, welches dem Hof- und Landgericht zu Güstrow nachgeordnet war. Ab der Zweiten Mecklenburgischen Hauptlandesteilung 1621 war das Gericht für den Besitz der Schweriner Linie zuständig, der Hamburger Vergleich von 1701 systematisierte den Zuschnitt der Mecklenburger Teilherzogtümer und regelte die Zuordnung des Besitzes von Mecklenburg-Güstrow. Damit erweiterte sich der Sprengel der Justizkanzlei Güstrow. Von 1702 bis 1722 und erneut ab 1748 wurde die Justizkanzlei nach Rostock verlegt.
Gemäß der Deutschen Bundesakte von 1815 des Deutschen Bunds mussten die Mitgliedsländer Oberappellationsgerichte, als höchstes Rechtsprechungsorgan und letzte Berufungsinstanz eines Mitgliedstaates bzw. einer Gruppe von Mitgliedsstaaten einrichten.  Am 1. Oktober 1818 wurde daher das Oberappellationsgericht Parchim für Mecklenburg-Schwerin und  Mecklenburg-Strelitz als Oberappellationsgericht gegründet. Im Jahre 1840 wurde es nach Rostock verlegt.
Gerichte zweiter Instanz waren ab 1818 dann die Justizkanzleien Schwerin (mit verkleinertem Sprengel), Güstrow und Rostock. Für Mecklenburg-Strelitz kam die Justizkanzlei Strelitz hinzu.
Mit der Verordnung zur Ausführung des Gerichtsverfassungsgesetzes vom 27. Januar 1877 vom 31. Mai 1879 wurden die Änderungen der Reichsjustizgesetze umgesetzt. Die bisherigen Gerichte, darunter die Justizkanzlei Rostock, wurden aufgehoben und es wurden 43 Amtsgerichte, drei Landgerichte (darunter das Landgericht Rostock) und ein Oberlandesgericht geschaffen.

## Richter
- Fedor Spangenberg (1867–1876)